# Petals for Armor II
Petals for Armor II es el segundo EP de la cantante estadounidense Hayley Williams, vocalista de la banda Paramore. Se lanzó en Atlantic Records el 21 de abril de 2020, como el segundo EP de una serie planificada de lanzamientos para el álbum debut de la cantante Petals for Armor. Originalmente, todo el EP estaba programado para ser lanzado el 19 de marzo, pero debido a la pandemia conoravirus, Wiliiams decidió lanzar las canciones una por una. El primera tema que se estrenó fue «Roses/Lotus/Violet/Iris».

## Antecedentes
Williams explicó que la inspiración detrás del título del álbum se debe a su creencia de que "la mejor manera de protegerme es ser vulnerable". El álbum fue producido por el músico, compositor y productor discográfico estadounidense Taylor York y fue escrito a lo largo de 2019 durante la pausa de Paramore después de una gira en apoyo de su quinto álbum de estudio, After Laughter (2017). En una entrevista, expresó sus sentimientos sobre el futuro del grupo, explicando que no se estaban separando, sin embargo, necesitaban tiempo para escribir y hacer giras.
En una entrevista con BBC Radio, en enero de 2020, Williams explicó su proceso para desarrollar el álbum. “Algunos de mis momentos de mayor orgullo como letrista ocurrieron mientras escribía el álbum, y pude poner mis manos un poco más sucias de lo normal cuando se trataba de instrumentación. Estoy en una banda con mis músicos favoritos, así que nunca siento la necesidad de asumir un papel como jugador cuando se trata de discos de Paramore. Sin embargo, este proyecto se benefició de un poco de ingenuidad musical y crudeza, por lo que experimenté un poco más.

## Promoción
«Roses/Lotus/Violet/Iris» se lanzó como el sencillo principal el 19 de marzo de 2020.

## Lista de canciones
| N.º | Título                                          | Escritor(es)                      | Duración |  |
| 1.  | «Dead Horse»                                    | Hayley Williams y Daniel James    | 3:19     |  |
| 2.  | «My Friend»                                     | Williams y Joey Howard            | 3:39     |  |
| 3.  | «Over Yet»                                      | Williams, Howard y Steph Marziano | 3:39     |  |
| 4.  | «Roses/Lotus/Violet/Iris» (featuring boygenius) | Williams, Taylor York y James     | 5:18     |  |
| 5.  | «Why We Ever»                                   | Williams y Micah Tawlks           | 4:23     |  |

## Créditos y personal
| Músicos - Hayley Williams – artista principal, voz principal, teclados, guitarra - Taylor York – producción, instrumentación adicional - Joey Howard – bajo, teclados, percusión - Aaron Steele – batería, percusión, programación - Benjamin Kaufman – violín | Personal adicional - Daniel James – arreglos de cuerda - Carlos de la Garza – ingeniería de mezcla - Dave Cooley – ingeniería de masterización - Kevin "K-Bo" Boettger – asistente de ingeniería - Michael Craver – asistente de ingeniería, asistente de ingeniería de mezcla - David Fitzgibbons – asistente de ingeniería, asistente de ingeniería de mezcla - Michelle Freetly – asistente de ingeniería - Jake Butler – asistente de ingeniería |